# Józef Lanikiewicz
Józef Lanikiewicz (ur. 10 marca 1847 w Stanisławowie, zm. 2 marca 1920 w Przemyślu) – powstaniec styczniowy, urzędnik.

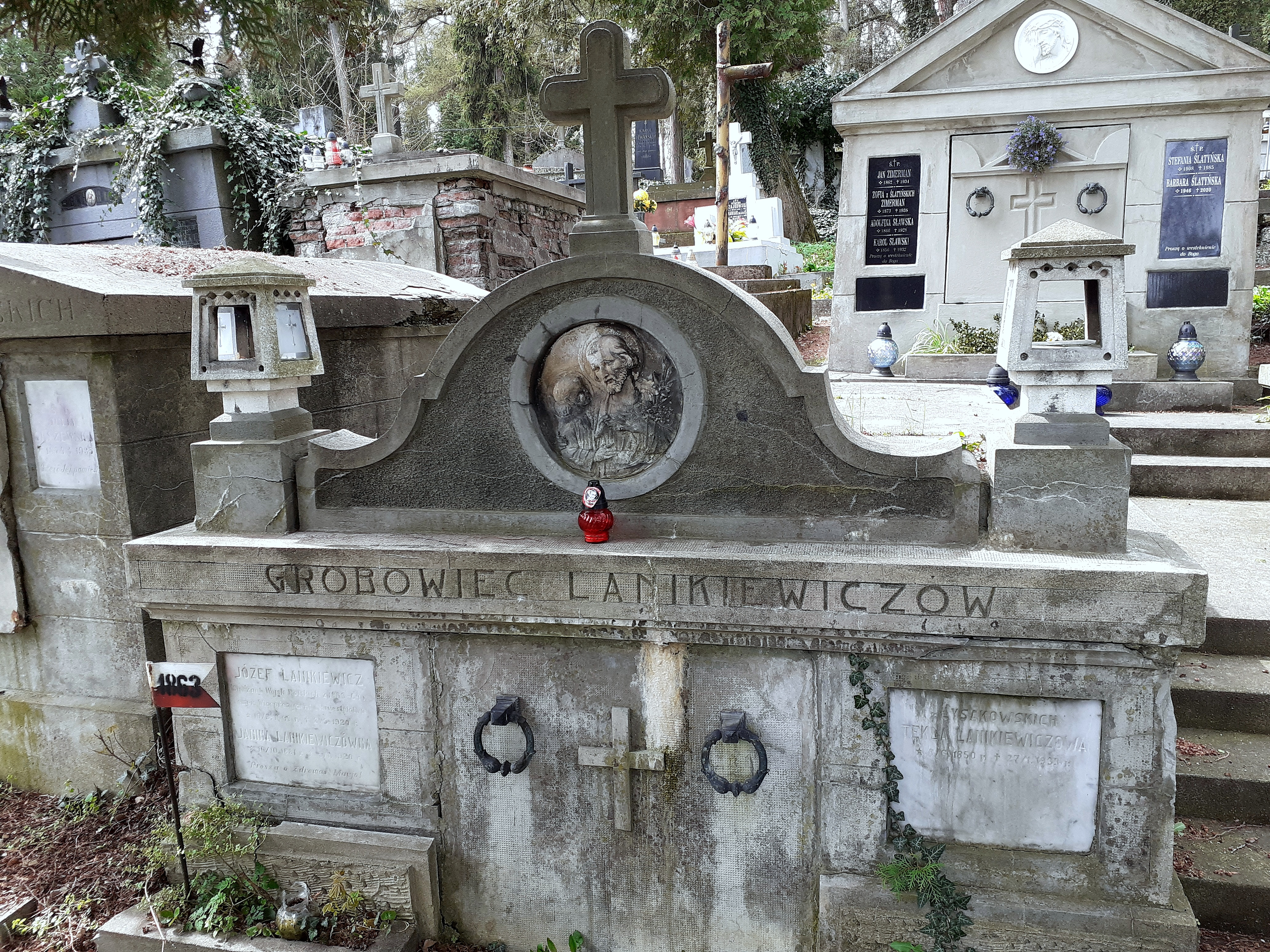
Grobowiec Lanikiewiczów

## Życiorys
Urodził się w 1847 w Stanisławowie. Był synem Aleksandra, radcy sądowego. Uczył się w Gimnazjum św. Anny w Krakowie i  C. K. Gimnazjum Franciszka Józefa we Lwowie. W wieku 16 lat brał udział w powstaniu styczniowym 1863, walcząc na obszarze ziemi lubelskiej. Dosłużył stopnia sierżanta strzelców pieszych III oddziału. 
Potem podjął pracę urzędnika w administracji. Od 1872 do 1877 był zatrudniony w Żywcu, Kosowie i Kołomyi. Od 1877 do 1879 sprawował stanowisko burmistrza Śniatynia. Od 1879 do 1882 był komisarzem starostwa c. k. powiatu kołomyjskiego, od 1883 do 1887 komisarzem starostwa c. k. powiatu przemyskiego, w 1889 komisarycznym burmistrzem w Stanisławowie. Od 1890 do 1895 był starostą c. k. powiatu żółkiewskiego. Od 1896 do 1897 był wiceprezydentem C. K. Rady Szkolnej Krajowej. Od 1897 do 1910 sprawował stanowisko starosty c. k. powiatu przemyskiego z tytułem radcy dworu. Do tego czasu był też w Przemyślu przewodniczącym C. K. Rady Szkolnej Okręgowej i komisarzem rządowym Kasy Oszczędności. Pod koniec urzędowania w Przemyślu został inspektorem starostw. Od 1909, gdy zachorował, obowiązki kierownika starostwa pełnił Adam Grabowski. W 1910 Lanikiewicz został przeniesiony w stan spoczynku i z tego okazji otrzymał tytuł wiceprezydenta namiestnictwa. Od 1910 do 1911 był wiceprezydentem Namiestnictwa we Lwowie, od 1912 do 1914 kierownikiem tymczasowego zarządu Dobromila. Po rozwiązaniu rady gminnej w Przemyślu jako emerytowany radca od 28 stycznia do 5 listopada 1914 pełnił funkcję komisarycznego burmistrza Przemyśla (formalnie tymczasowy kierownik spraw gminnych), odchodząc z funkcji już podczas I wojny światowej. Następnie wycofał się z życia publicznego pozostając jedynie przewodniczącym Klubu Przemyskiego.
Otrzymał tytuł honorowego obywatelstwa miast Śniatyn, Kołomyja, Stanisławów, Żółkiew.
Był żonaty z Teklą z domu Łysykowską (1850-1933). Miał córkę Janinę (1881-1920). On sam zmarł po długiej chorobie 2 marca 1920 w Przemyślu. Został pochowany na cmentarzu Głównym w Przemyślu.

## Odznaczenia
austro-węgierskie
- Krzyż Kawalerski Orderu Franciszka Józefa (1889)[9]
- Medal Jubileuszowy Pamiątkowy dla Cywilnych Funkcjonariuszów Państwowych[6]
- Krzyż Jubileuszowy dla Cywilnych Funkcjonariuszów Państwowych[6]